# Breiðdalsvík (zatoka)
Breiðdalsvík (isl. "zatoka szerokiej doliny") – zatoka we wschodniej  Islandii. U wejścia ma około 10 km szerokości, a wchodzi w głąb lądu na około 8 km. W południowej części zatoki znajduje się kilkanaście niewielkich wysepek. Masywy górskie po obu stronach fiordu sięgają 800–850 m n.p.m. Na północ od niej położony jest fiord Stöðvarfjörður, a na południe – fiord Berufjörður. Nazwa zatoki pochodzi od doliny Breiðdalur (isl. "szeroka dolina"), która ciągnie się na zachód od niej. Jest ona największą i najdłuższą doliną górską we wschodniej Islandii.
Na północnym brzegu zatoki położona jest miejscowość Breiðdalsvík, przez którą przebiega droga krajowa nr 1. Biegnie ona wzdłuż północnego, zachodniego (wykorzystując uformowaną tam mierzeję) i południowego brzegu zatoki. Na południowym krańcu zatoki na półwyspie Streitishvarf zlokalizowana jest 12-metrowa latarnia Streiti. Według legendy w tej okolicy mieszkał jeden z trzech braci olbrzymów - pozostali dwaj na wyspach Skrúður i Papey.
Tereny nad zatoką wchodzą w skład gminy Fjarðabyggð.